# Lucas Gassel
Pour les articles homonymes, voir Gassel.
Lucas Gassel, né à Helmond vers 1490 et mort à Bruxelles vers 1570, est un artiste flamand de la Renaissance.

## Biographie
Peintre d'histoire spécialisé dans les paysages comme Joachim Patinier et Henri Bles (Herri met de Bles), Lucas Gassel quitte Helmond, sa ville natale, vers 1520 pour s'installer à Anvers, puis à Bruxelles.
Selon Karel van Mander :

« Il faisait de bons paysages à l'huile et à la détrempe, mais produisait peu. C'était un homme aimable et un conteur intéressant. »

Il était ami avec Dominique Lampson qui lui consacra une notice dans son ouvrage fameux intitulé Les Effigies des peintres célèbres des Pays-Bas.
Pour signer ses œuvres, il utilisait habituellement le monogramme LG (voir ci-contre) suivi de la date d'exécution.
Comme le signale Henri Hymans, les informations concernant Lucas Gassel sont peu nombreuses : « On a vainement cherché, dans les sources historiques flamandes et hollandaises, des renseignements qui puissent servir à compléter la biographie de Lucas Gassel. » écrit-il dans son commentaire du Livre des peintres.
En outre, Luc Serck rapporte qu'en « raison de l'absence d'études critiques, les historiens de l'art ont laissé se développer sous son nom une demi-douzaine de personnalités distinctes, parmi lesquelles celle du "vrai" Gassel, auteur de la douzaine de paysages monogrammés des lettres LG entrelacées et datés, couvrant les années 1538-1550, ainsi qu'un dessin daté de 1568 (Berlin, Kupferstichkab.) et des modèles pour gravures exécutées et éditées par Hieronymus Cock. »

## Anecdote
Les tableaux avec David et Bethsabée dans les jardins d'un Palais Renaissance sont parmi les premiers qui comportent un tennis parmi les jeux représentés. C'est d'ailleurs un tableau "tennis" qui s'est vendu au prix le plus élevé pour une œuvre de Lucas Gassel.

## Catalogue raisonné
● La puce bleue signale les œuvres collectives.

Exemple : « Tableau de l'atelier de Lucas Gassel », ou « Estampe : gravure de Jérôme Cock, dessin de Lucas Gassel ».

  ● La puce verte signale les œuvres dont l'attribution n'est pas contestée.

Exemple : « Tableau de Lucas Gassel ».

  ● La puce orange signale les œuvres dont l'attribution est, selon au moins une source, incertaine.

Exemple : « Tableau attribué à Lucas Gassel », ou « Tableau de Lucas Gassel, ou du cercle de Lucas Gassel ».

  ● La puce rouge signale deux attributions possibles.

Exemple : « Tableau attribué à Lucas Gassel ou à Henri Bles ».

### Peintures

#### Tableaux marqués
Classement par date
● Paysage avec David et Bethsabée, daté au centre à droite : 1538, huile sur bois , 64,7 x 91,3 cm, vente Christie's, Londres, 2005-07-08 (Galerie : 1).
● Sacrifice d'Abraham, marqué en bas à gauche : LG ANO. 1539, huile sur bois, 35,5 x 53,3 cm, Christie's, New York, 2007-04-19.
● Le bon grain et l'ivraie, marqué en bas au centre : LG / · ANNO DNI, 1540, huile sur bois, 85,4 x 104,1 cm, vente Christie's, Londres, 1998-12-16.
● Guérison de l'aveugle de Jéricho, marqué en bas au centre: LG / ANNO 1540, huile sur bois, 48,5 x 70,7 cm, marchand P. de Boer, Amsterdam.
● Paysage avec David et Bethsabée, marqué : LG 1540, huile sur bois, 45,1 x 68,6 cm, The Wadsworth Atheneum Museum of Art, Hartford, inv. 1956.618 (Galerie : 1).
● Paysage avec baptême du Christ, marqué : LG 1542, huile sur bois, 70,5 x 83,7 cm, Palais des Beaux-arts, Bruxelles, inv. 129.
● Fuite en Égypte, marqué en bas à droite : LG An.o 1542, huile sur panneau, 71 × 91 cm, Bonnefanten Museum, Maastricht, inv. 620 (Galerie : 2).
● Paradis avec Adam et Eve avec leurs enfants, marqué en bas au centre : LG / 1543, huile sur bois, 52,5 x 88,2 cm, vente Sotheby's, Londres, 2002-04-18.
● Paysage avec David et Bethsabée, marqué : LG ANO DMI 1549 [ou 1540], huile sur bois, 70 x 100 cm, collection particulière Restelli la Fretta, Como.
● Paysage avec fuite en Égypte, marqué en bas à droite : LG, huile sur bois, 26,5 x 40,5 cm, collection particulière, Belgique.

#### Autres tableaux

##### Collections publiques
Classement par lieu de conservation
Autriche
● Paysage avec Juda et Thamar, 1548, huile sur panneau de chêne, 79 x 114 cm, Kunsthistorisches Museum, Vienne, inv. GG_1019.
Belgique
● Le voyage à Emmaüs, huile sur panneau, 48,5 x 66,5 cm, Musée Royal des Beaux-Arts, Anvers, inv. 5108.
● Fuite en Égypte, vers 1541-1550, huile sur panneau, 83 x 96,4 cm, Musée Royal des Beaux-Arts, Anvers, inv. 5128.
● Saint Jérôme dans un paysage, huile sur panneau, Ø 24,4 cm, Musée Royal des Beaux-Arts, Anvers, inv. 931.
● La mine de cuivre, 1544, huile sur panneau de chêne, 56,5 x 106,5, Musées royaux des beaux-arts de Belgique, Bruxelles, inv. 3171.
● Pyrame et Thisbé, huile sur bois, 48 x 70 cm, Gemeentemuseum Helmond, Helmond, inv. 81/262.
France
● Vue d'une ville fortifiée avec un pont, huile sur panneau, 19 x 49 cm, Musée du Louvre, Paris, inv. M.N.R. 377.
● Paysage avec Mercure et Argus, vers 1550, huile sur bois, 97 x 123,5 cm, Musées des Beaux-Arts, Strasbourg, inv. 44-976-0-15.
Nouvelle-Zélande
● Baptême du Christ, huile sur bois, 36,5 x 52 cm, Public Art Gallery, Dunedin, inv. 124-1982.
République tchèque
● Jésus et la Cananéenne, huile sur bois, 40 x 64 cm, Národní Galerie v Praze, Prague, inv. VO 1367.
● Paysage avec fuite en Égypte, huile sur panneau, 32×48 cm, Muzeum Umění Olomouc.

##### Collections particulières
● Baptême du Christ dans le Jourdain, huile sur bois, collection particulière Becker, Bruxelles.
● Baptême du Christ, 1568, huile sur bois, 70 x 90 cm, Séminaire épiscopal, Tournai.
● Paysage avec fuite en Égypte, huile sur panneau, 44 x 66 cm, collection particulière F. van Gardinge, Eindhoven.
● Marie Madeleine pénitente dans un paysage, huile sur bois, 42 x 56 cm, non localisé.
● Marie Madeleine dans un paysage, huile sur bois, 60 x 74 cm, collection particulière Lopez de Ceballos, Venancio, Madrid.
● Loth et ses filles avec Sodome et Gomorrhe en flammes, huile sur panneau, 38 x 55 cm, collection particulière.

##### Tableaux repérés dans le commerce
Classement par titre
● Abraham reçoit les trois anges, huile sur bois, 71,2 x 91,1 cm, vente Sotheby's, Amsterdam, 2000-11-07.
● Fuite en Égypte, huile sur bois, 37,5 x 52 cm, vente Sotheby's, Londres, 1999-12-16.
● Fuite en Égypte, huile sur panneau, 49 x 71,5 cm, vente Galerie Fischer, Luzern, 1996-11-27.
● Jérôme pénitent, huile sur bois, 60 x 79 cm, vente Koller, Zürich, 2013-09-16.
● Jésus guérissant les aveugles, huile sur bois, 49,5 x 60,5 cm, vente Frederik Muller & Co., Amsterdam, 1950-07-11.
● Le bon Samaritain, huile sur bois, 80 x 109 cm, vente Christie's, Londres, 2012-12-04.
● Parabole du bon et des mauvais bergers, huile sur bois, 54,6 x 83,5, vente Christie's, Londres, 1995-12-08.
● Paysage avec Abraham et les anges, huile sur panneau, 71,2 x 91,1 cm, vente Sotheby's, Amsterdam, 2000-07-11.
● Paysage avec saint Jérôme pénitent, huile sur bois, 62,6 x 75,4 cm, vente Sotheby's, Londres, 2004-07-08 (Galerie : 3).
● Sainte Famille avec Elisabeth et Jean Baptiste, huile sur bois, 100 x 84 cm, vente Koller, Zürich, 2014-03-24.
● Tamar séduit Juda, huile sur bois, 71,8 x 113 cm, vente Sotheby's, Amsterdam, 2010-11-30.
● Tamar séduit Juda, huile sur bois, 32,8 x 48,7 cm, vente Christie's, Amsterdam, 2000-05-09.
● Village au bord de l'eau, huile sur bois, 46 x 63 cm, vente Dorotheum, Vienne, 1998-10-07.
● Vocation de saint Pierre, huile sur bois, 38,5 x 49,5 cm, vente Sotheby's, Londres 2005-12-06.

### Dessins
Classement par titre
● Divertissement sur les terrains attenant au palais de David, dessin à la plume et lavis d'encre de Chine, 23,7 x 35 cm, musée du Louvre, département des Arts graphiques, inv. 19202.
● Jésus et la femme qui saigne, encre brune sur papier, 268 x 383 mm, vente Sotheby's, Amsterdam, 1999-11-09.
● Place avec église en feu, encre et lavis sur papier, 79 x 124 mm, Gemäldegalerie, Staatliche Museen zu Berlin, Berlin, inv. Z 14770.
● Paysage de montagne, encre et lavis sur papier, 78 x 125 mm, Gemäldegalerie, Staatliche Museen zu Berlin, Berlin, inv. Z 14767.
● Paysage de montagne avec un village inondé, encre et lavis sur papier, 80 x 125 mm, Gemäldegalerie, Staatliche Museen zu Berlin, Berlin, inv. Z 14768.
● Paysage panoramique avec Jésus et les femmes de Canaan, encre brune sur papier, 26,8 x 38,3 cm, The Metropolitan Museum of Art, New York, inv. 2000.120.
● Paysage vallonné avec bâtiments et personnages, marqué en bas à gauche : LG / 1560, encre brune et grise et craie noire sur papier, 226 x 363 mm, Gemäldegalerie, Staatliche Museen zu Berlin, Berlin , inv. Z 393.
● Paysage vallonné avec ville fortifiée et groupe de chariots, encre et lavis sur papier, 79 x 125 mm, Gemäldegalerie, Staatliche Museen zu Berlin, Berlin, inv. Z 14769.

### Estampes
● Paysage avec saint Antoine, vers 1560, estampe, dessin de Lucas Gassel, 22,9 x 32,7 cm, The Metropolitan Museum of Art, New York, inv. 43.45.24.
● Baptême du Christ dans le Jourdain, 1560-1564, estampe de Johannes et Lucas van Doetechum, Lucas Gassel et Jérôme Cock, 22,5 x 33,6 cm, Rijksmuseum, Amsterdam, inv. RP-P-1985-482 (Galerie : 4).
● Saint Jérôme dans le désert, vers 1562, estampe de Johannes et Lucas van Doetecum, dessin de Lucas Gassel, The Metropolitan Museum of Art, New York, inv. 49.46.47.

## Galerie

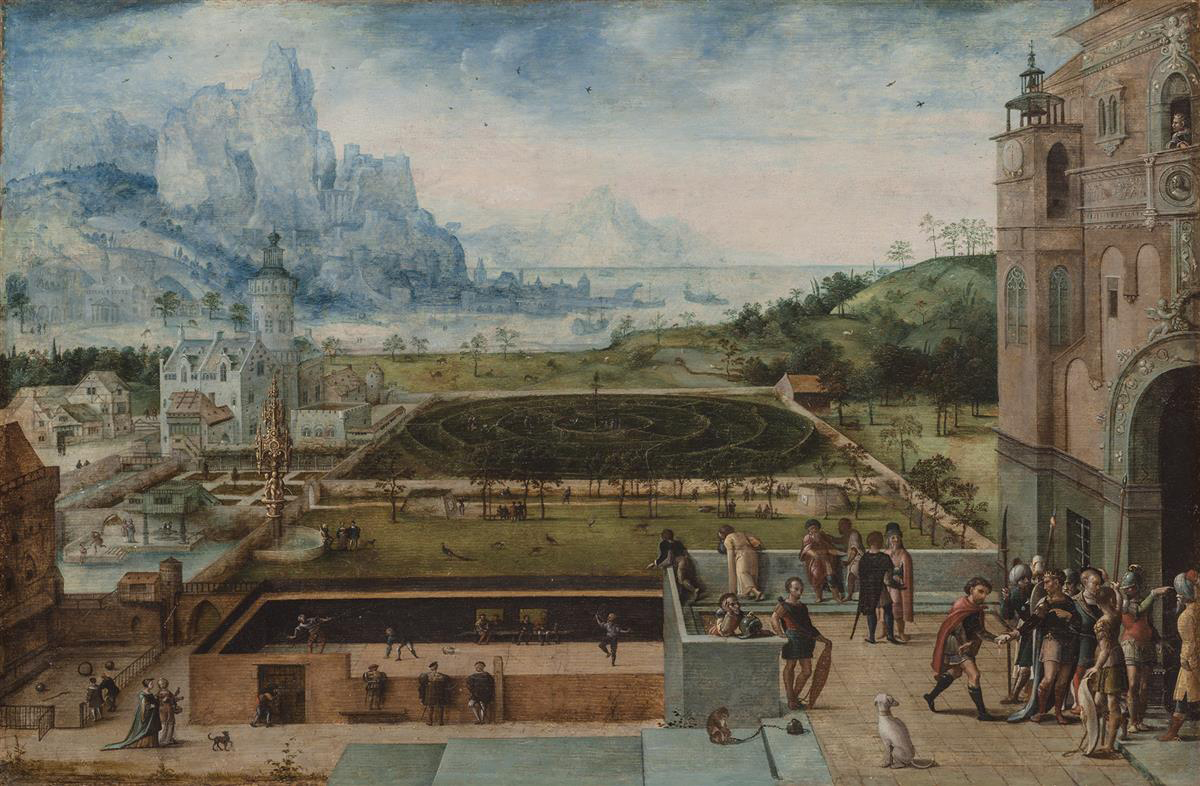
Paysage avec David et Bethsabée, marqué : LG 1540, The Wadsworth Atheneum Museum of Art, Hartford.
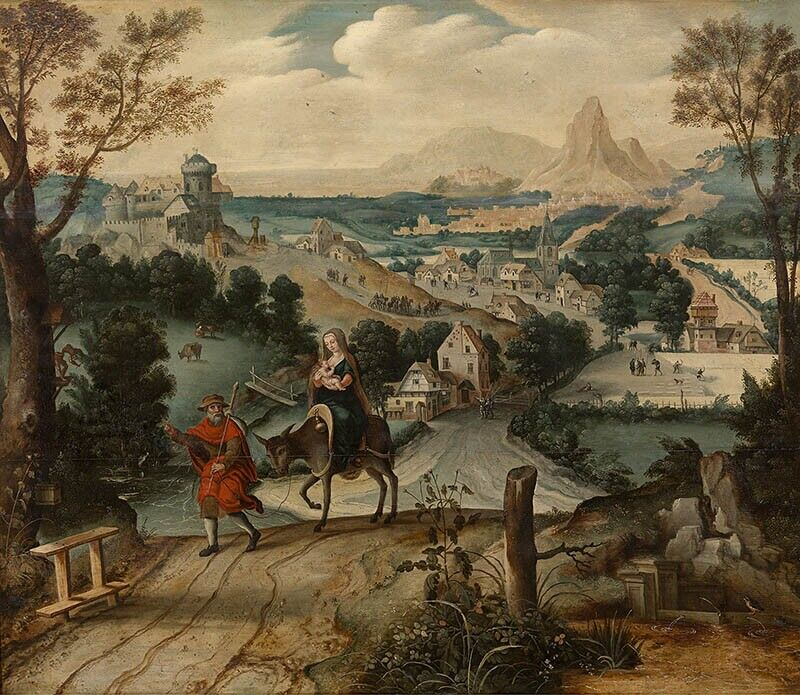
Fuite en Égypte, vers 1541-60, Musée royal des beaux-arts d'Anvers, Anvers.
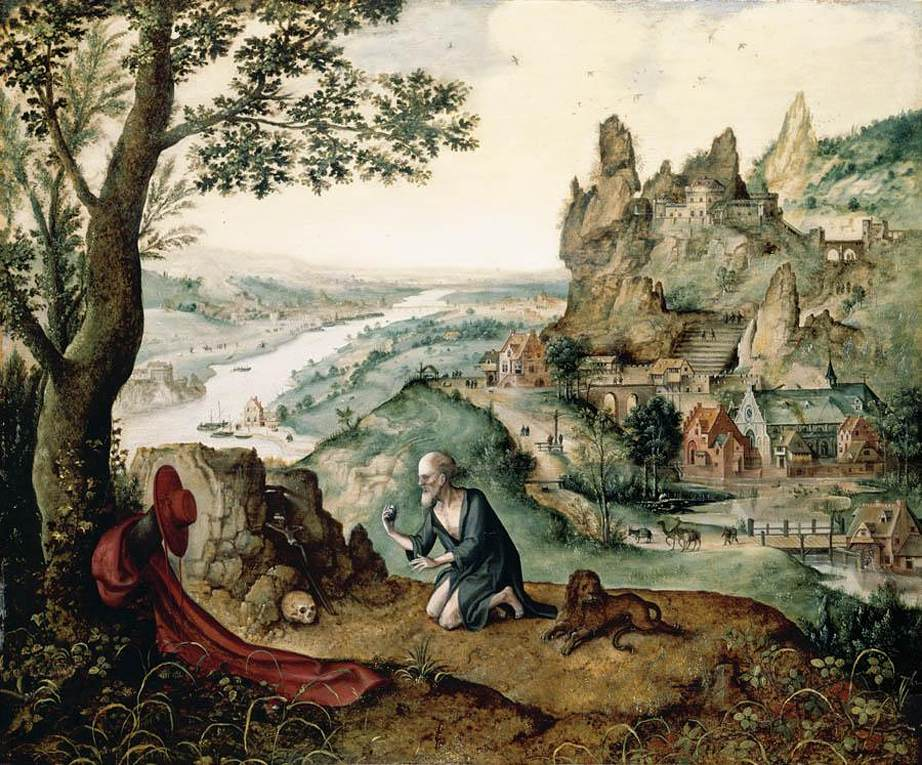
Paysage avec saint Jérôme pénitent, vers 1545-48, collection particulière.
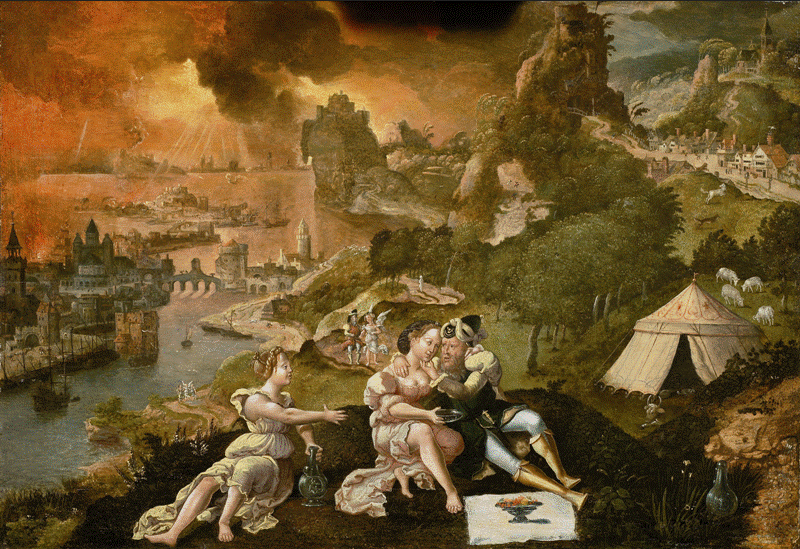
Loth et ses filles, vers 1545-48, collection particulière.
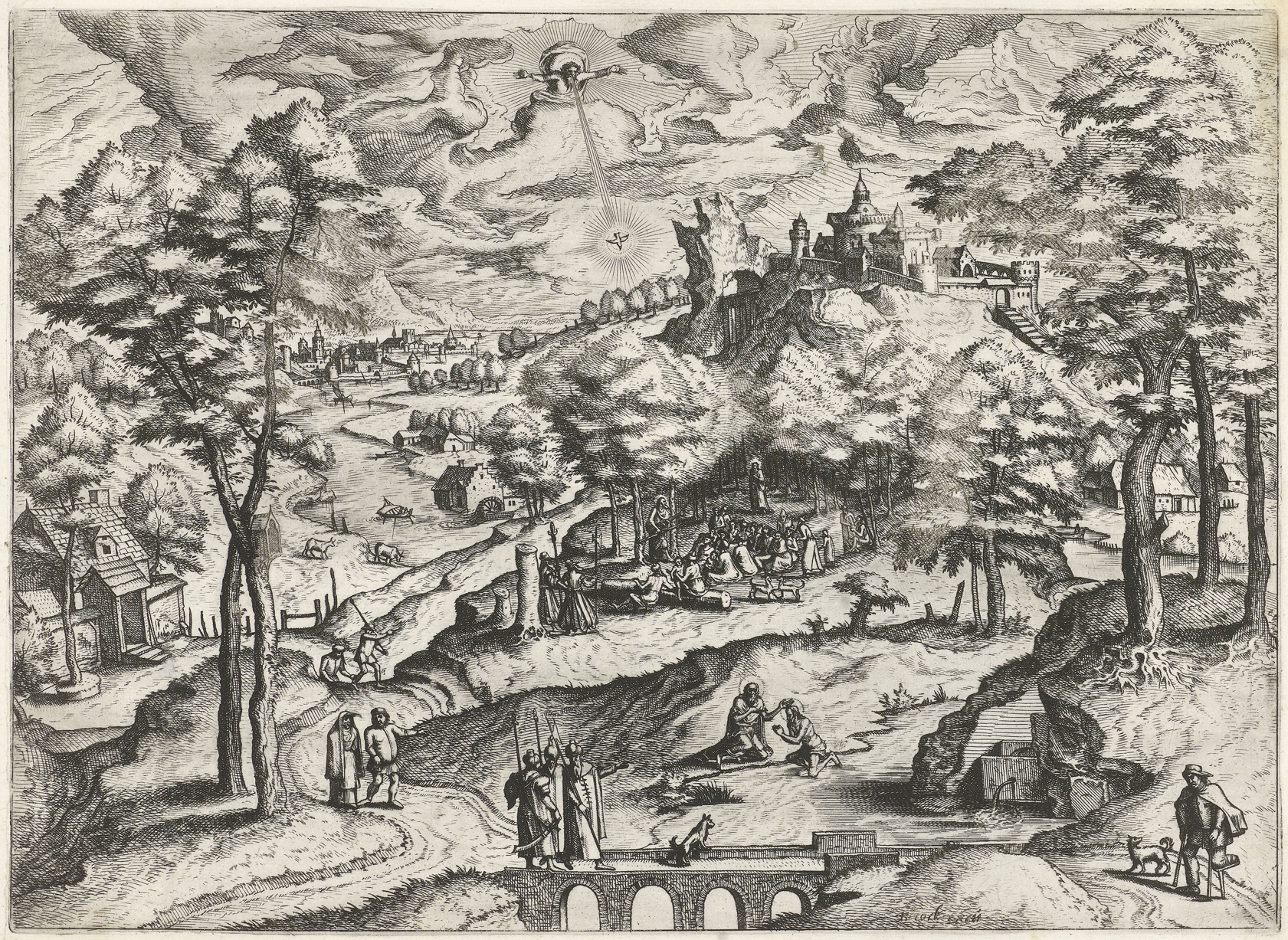
Baptême du Christ, gravure de Johannes et Lucas van Doetechum, d'après un dessin de Lucas Gassel, publié par Jérôme Cock, Rijksmuseum, Amsterdam.